# Benavent de Segrià
Benavent de Segrià è un comune spagnolo di 1 051 abitanti situato nella comunità autonoma della Catalogna.